# مكتب البريد الجنوب إفريقي

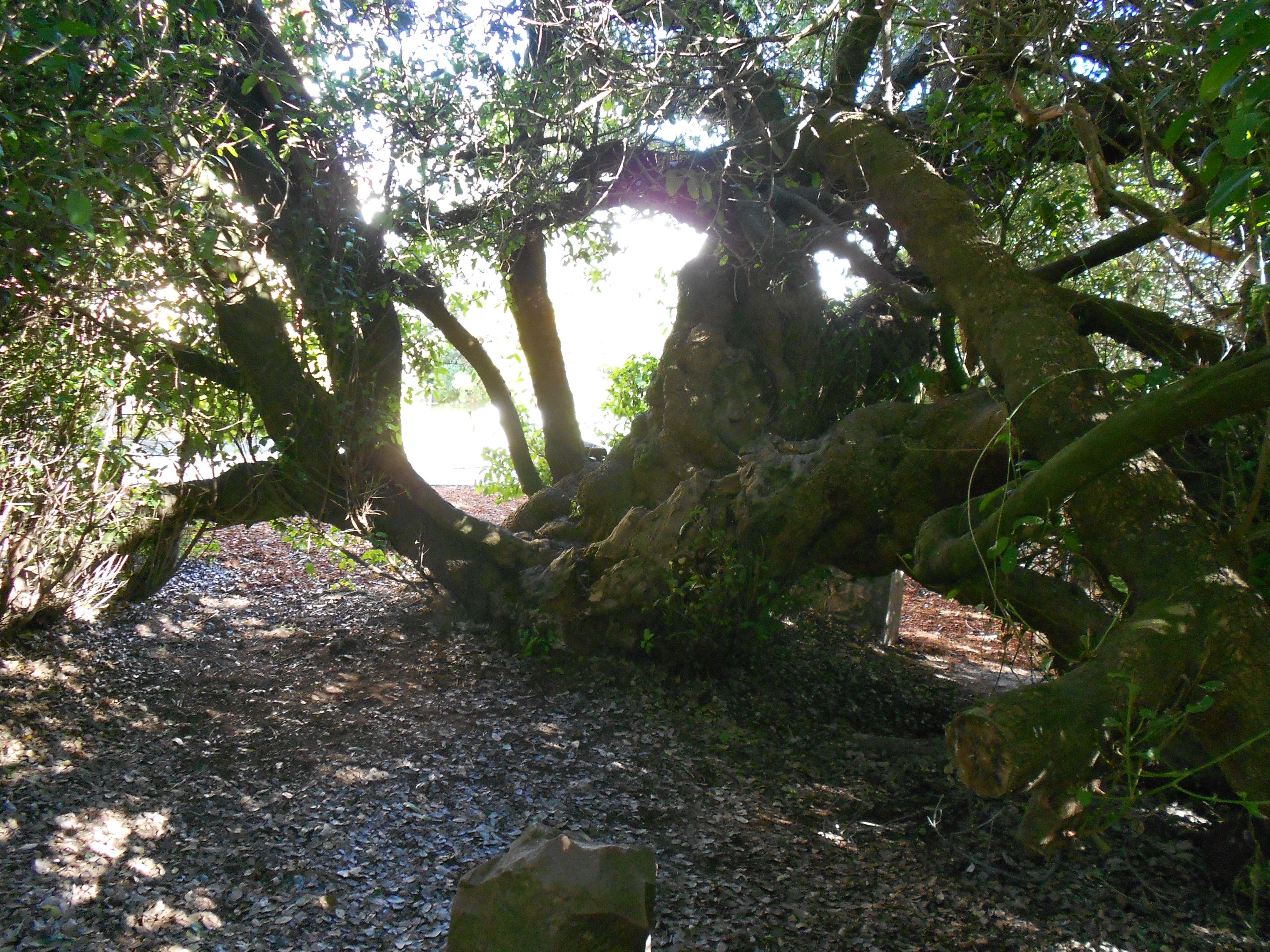
شجرة مكتب البريد في موسيل باي

مكتب البريد الجنوب أفريقي ( SAPO ) هو الخدمة البريدية الوطنية لجنوب إفريقيا وكمؤسسة مملوكة للدولة، فإن المساهم الوحيد فيها هو حكومة جنوب إفريقيا. فيما يتعلق بقانون جنوب إفريقيا، فإن مكتب البريد هو الكيان الوحيد المسموح به قانونًا لقبول البريد المحجوز وبالتالي فهو يحتكر.  توظف أكثر من 23,800  شخصًا وتدير أكثر من 2,486 منفذًا بريديًا في جميع أنحاء البلاد، وبالتالي لها وجود في كل بلدة ومدينة تقريبًا في جنوب إفريقيا. فرعها الرئيسي هو بوست بنك، وهو مزود للخدمات المالية، برئاسة شاهين آدم.

## روابط خارجية
- مكتب بريد جنوب افريقيا الموقع الرسمي
- EMS جنوب أفريقيا
- موقع خدمات السرعة
- موقع XPS